# Antoine Benoist
Antoine Benoist (1632—1717) foi um pintor francês que trabalhou como pintor pessoal do rei Luís XIV. Tornou-se membro da Académie Royale de Paris em 1681. 
A fama de Benoist aumentou após ele ter exibido quarenta e três figuras em cera do "Círculo Real" francês em sua residência em Paris. Daí em diante, o rei autorizou que as figuras fossem mostradas em toda a França. Seu trabalho tornou-se tão reputado que o rei James II da Inglaterra convidou-o para visitar o país em 1684. Lá, ele fez várias obras representando o rei britânico e sua corte.
Presentemente, a obra de Antoine Benoist pode ser encontrada nas coleções da Bibliothèque Nationale em Paris e no Château de Versailles.